# 1-ше послання Петра

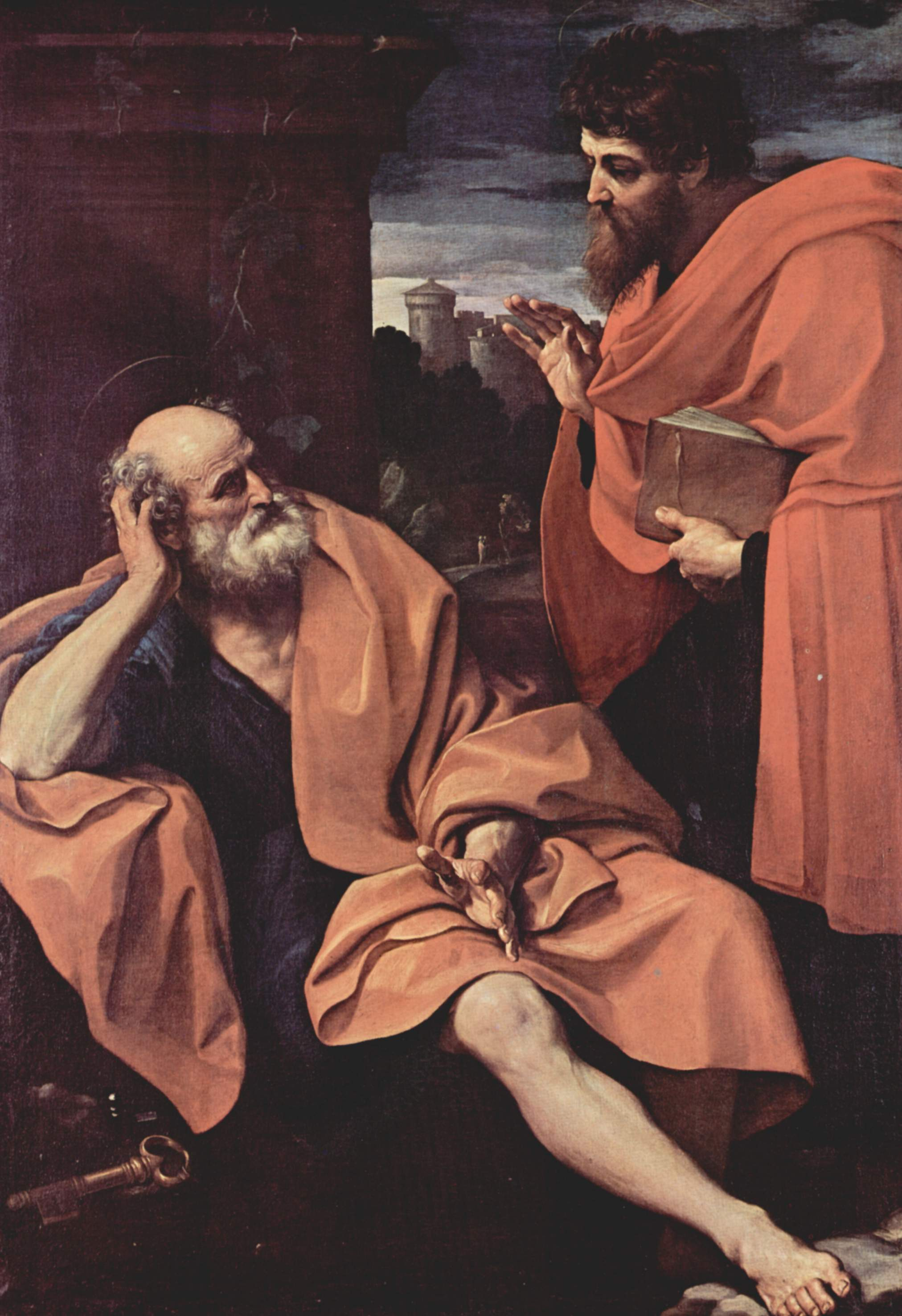
Апостол Петро (Гвідо Рені)

Перше соборне послання апостола Петра — одна з книг Нового Заповіту, та є першим, як видно з назви, з двох послань Святого Апостола Петра. Адресоване широкому колу перших християнських церков Малої Азії.

## Авторство та адресанти
Автор послання називає себе в першому ж вірші — Петро, апостол Ісуса Христа (1 Петр. 1:1). На відміну від 2-го послання Петра сумнівів в автентичності 1-го послання було мало, з давніх-давен воно цитувалося і входило до списків новозавітних книг. Згідно з тим же віршем (1 Петр. 1:1)
Петро, апостол Ісуса Христа, захожанам Розпорошення: Понту, Галатії, Каппадокії, Азії й Віфінії, вибраним
видно, що послання адресоване малоазійським християнам, віра яких зазнавала серйозних випробувань у період, коли апостол Павло зі своїми співробітниками, заснувавши ряд християнських церков у Греції та Малій Азії, покинув Ефес. Лише південні римські провінції Малої Азії — Лікія, Кілікія, Памфілія не були згадані у посланні. Деякі вірші також адресовані язичникам та євреям, що перейшли у християнство (1 Петр. 2:9, 1 Петр. 4:3).
Він передає послання через Сильва (1 Петр. 5:12) та Марка (1 Петр. 5:13) — «свого сина».

## Час та місце написання
Послання написано 63/64 року. Думки про місце написання книги розходяться. За словами Петра, він написав своє перше послання у Вавилоні (1 Петр. 5:13). За найпоширенішою версією, послання написане в Римі, який апостол алегорично називає Вавилоном. 

## Основні теми
- Вітання 1 Петр. 1:1–2
- Подяка Богові за порятунок 1 Петр. 1:3–12
- Заклик до святості і послуху істині 1 Петр. 1:13–25
- Вірність Ісусу 1 Петр. 2:1–8
- Про народ Божий 1 Петр. 2:9–12
- Покірність владі 1 Петр. 2:13–17
- Обов'язки слуг 1 Петр. 2:18–20
- Приклад Христа 1 Петр. 2:21-25, 1 Петр. 3:18–22
- Обов'язки подружжя 1 Петр. 3:1–7
- Про миролюбність і праведності 1 Петр. 3:8–17
- Настанови віруючим 1 Петр. 4:1–11
- Про страждання 1 Петр. 4:12–19
- Настанови пастирям 1 Петр. 5:1–4
- Різні вмовляння 1 Петр. 5:5–11
- Вітання та благословення 1 Петр. 5:12–14

## Дивись також
Тризна (поема Шевченко) — 